# 43 Dywizja Pancerna (ZSRR)
43 Dywizja Pancerna (ros. 43-я танковая дивизия) – radziecka dywizja pancerna z  okresu II wojny światowej.
43 Dywizja Pancerna sformowana została w marcu 1941. W czasie napaści wojsk III Rzeszy i jej satelitów na Związek Radziecki wchodziła w skład 19 Korpusu Zmechanizowanego. Brała udział m.in. w walkach przeciw niemieckiej 79 i 56 Dywizji Piechoty, ponosząc ciężkie straty. 43 Dywizja Pancerna została rosformowana 10 sierpnia 1941. Na jej bazie sformowano 10 Brygadę Pancerną, natomiast dowódca 42 DPanc. płk. Cybin został dowódcą 16 Brygady Pancernej.

## Dowódcy 40 Dywizji Pancernej
- płk Iwan Cybin[1].

## Struktura organizacyjna
- 85 pułk pancerny
- 86 pułk pancerny
- 43 pułk piechoty zmotoryzowanej
- 43 pułk haubic[1].